# Watati
Watati è un singolo promozionale della cantante colombiana Karol G e del rapper panamense Aldo Ranks, pubblicato il 2 giugno 2023 come estratto nella colonna sonora del film del 2023 Barbie.

## Tracce
1. Watati – 2:47

## Classifiche
| Classifica (2023) | Posizione massima |
| ----------------- | ----------------- |
| Spagna            | 100               |
| Stati Uniti       | 125               |